# Chliaria semanga
Chliaria semanga är en fjärilsart som beskrevs av Corbet 1940. Chliaria semanga ingår i släktet Chliaria och familjen juvelvingar. Inga underarter finns listade i Catalogue of Life.